# Скельний молоток

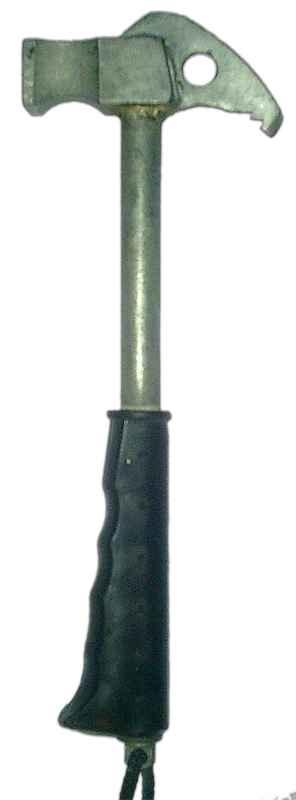
Скельний молоток (варіант)

Скельний молоток — спеціальний молоток, який застосовують у альпінізмі, скелелазанні і спелеології, для набивання і зняття скельних крюків, пробивки шлямбурних отворів, обробки гострих країв скельних виступів тощо. 